# الابرق (عمران)
الابرق هي إحدى قرى الجمهورية اليمنية. وهي تتبع جغرافيًا لمحافظة عمران. وإداريًا لمديرية جبل عيال يزيد. يبلغ تعداد سكانها 3484 نسمة حسب الإحصاء الذي أجري عام 2004.